# 小路裕夕
小路 裕夕（しょうじ ゆうゆ、12月15日 - ）は、日本の女性声優。

## 概要
特技はモノマネ、趣味はペットの世話、飲食店巡り、歌うこと、雑誌を見ること。

## 出演

### テレビアニメ
- まえせつ!（2020年、北風みゆき、場内アナウンス）
- 不徳のギルド（2022年、エシュネ[2]）
- 宇崎ちゃんは遊びたい!ω（2022年）
- 神達に拾われた男2（2023年、生徒3）
- くまクマ熊ベアーぱーんち!（2023年、スリリナ）
- 精霊幻想記2（2024年、クロエ）

### ゲーム
- ヘブンバーンズレッド（2022年 - 2024年、水瀬すもも[3]）
- クイズRPG 魔法使いと黒猫のウィズ（蓮照斗れむりあ[4]、葦藻夫[5]）